# Jadu (distrito)
Jadu (em árabe: جادو) foi um distrito da Líbia. Foi criado em 1983, durante a reforma daquele ano, e tinha capital em Jadu. Em 1987, porém, seu nome já não é citado nas listas de subdivisões do país, e quando reaparece em 2001, fazia parte do distrito de Jefrém e Jadu.